# Rich Swann
Richard „Rich” Swann (ur. 15 lutego 1991 w Baltimore) – amerykański wrestler, obecnie występujący w federacji WWE w brandzie Raw oraz będący członkiem dywizji cruiserweight. Jest byłym posiadaczem WWE Cruiserweight Championship.
Swann jest również znany z występów w federacjach niezależnych jakich jak Evolve, Full Impact Pro (FIP) oraz Pro Wrestling Guerrilla (PWG). Był również członkiem federacji Chikara, Combat Zone Wrestling (CZW), Dragon Gate, Dragon Gate USA i Jersey All Pro Wrestling (JAPW). Jest byłym dwukrotnym posiadaczem FIP World Heavyweight Championship oraz jednokrotnym Open the United Gate, Open the Owarai Gate i Open the Triangle Gate Championem.

## Wczesne życie
Swann urodził się i wychowywał w Baltimore w stanie Maryland. Ojciec Swanna został zabity przez jego dziewczynę gdy miał 12 lat, zaś cztery lata później zmarła jego matka. Z tego powodu Swann „wpadł w złe towarzystwo” i zaczął zażywać kokainę. Jednakże kiedy jego przyjaciel zmarł na zawał, zaprzestał zażywania kokainy, odciął się od przestępczości i ukończył szkołę średnią.

## Kariera profesjonalnego wrestlera

### Wczesna kariera
Swann oryginalnie zaczął treningi w wieku 14 lat w 2005 pod skrzydłem Adama Flasha, Darrena Wyse'a i Raya Alexandra w Yorku w Pensylwanii. Zadebiutował w 2008 pod pseudonimami ringowymi Rich Money oraz El Negro Mysterio. Swann jako swoich wzorców wymienia Psycosisa, Eddiego Guerrero, Chavo Guerrero, Reya Mysterio, Roba Van Dama, Jerry’ego Lynna, Super Crazy oraz The Hardy Boyz.

### Combat Zone Wrestling (2009–2013)
W 2009, Swann rozpoczął treningi u boku DJ Hyde'a, Drew Gulaka, Ruckusa i Sabiana w szkółce federacji Combat Zone Wrestling (CZW), zaś jego debiut dla promocji odbył się 9 maja, gdzie wystąpił w dark matchu przegrywając z Sabianem. Zadebiutował w telewizji 13 czerwca pokonując Chrisa Halo. 10 października wziął udział w turnieju wyłaniającym pierwszego posiadacza CZW Wired TV Championship. Po pokonaniu Joego Gacy'ego został wyeliminowany będąc pokonanym przez Adama Cole’a w drugiej rundzie z 14 listopada. 30 stycznia 2010, Swann utworzył tag-team z Ryanem McBridem pod nazwą „Irish Driveby”. Po pokonaniu Switchblade Conspiracy (Joego Gacy'ego i Samiego Callihana) 13 lutego, Swann i McBride otrzymali szansę na pojedynek o CZW World Tag Team Championship w dniu 13 marca, lecz zostali pokonani przez Best Around (Bruce’a Maxwella i TJ-a Cannona). 7 sierpnia nie zdołał zdobyć CZW Wired TV Championship od Drew Gulaka. 10 września, Swann i McBride wzięli udział w turnieju wyłaniającym nowych CZW World Tag Team Championów, lecz odpadli w półfinale będąc pokonanymi przez Philly's Most Wanted (Blk Jeeza i Joker). 7 stycznia 2011 zostali pokonani przez Runaways (Joego Gacy'ego i Ryana Slatera), gdzie ten pojedynek okazał się ostatnim wspólnym dla Swanna i McBride'a.

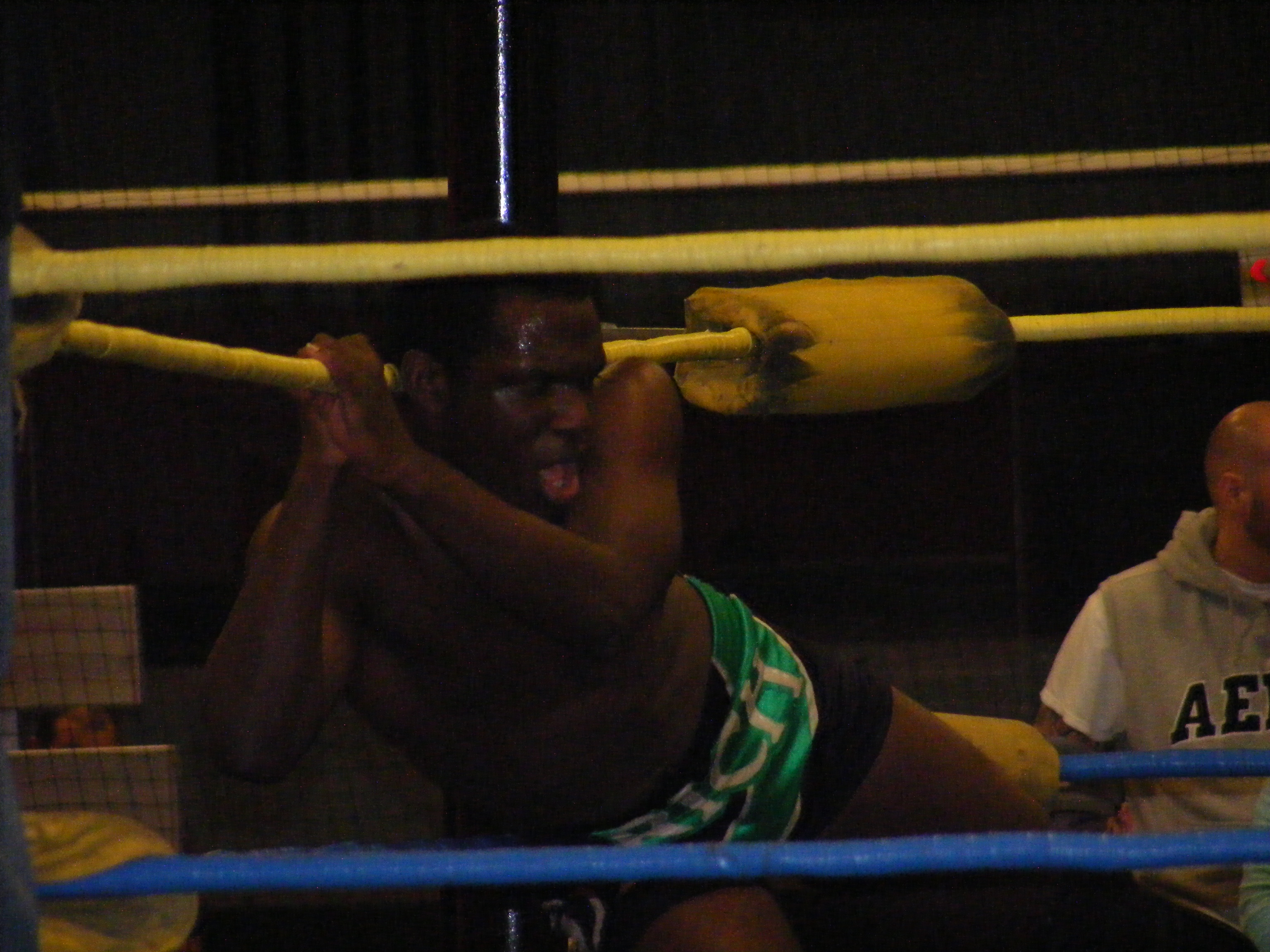
Swann podczas gali CZW w październiku 2010

Po niezakwalifikowaniu się do turnieju Best of the Best X i nieudanym zdobyciu CZW World Junior Heavyweight Championship od Adama Cole’a, Swann zapragnął zapomnieć o swojej nie najlepszej przeszłości w CZW i rozpocząć karierę od zera, jednakże 14 maja 2011 odniósł kolejną porażkę w walce z Alexem Colonem. Po walce do ringu wkroczyli Robbie Mireno, Ruckus i Chrissy Rivera, którzy ogłosili reformację grupy Blackout, po czym zaoferowali dwójce dołączenie do ugrupowania; Swann i Colon się zgodzili. Po sześciomiesięcznej przerwie od występów w CZW, podczas której reprezentował Blackout w Japonii, Swann powrócił do promocji 12 listopada i wraz z Colonem i Ruckusem pokonali Alexa Payne’a, Joego Gacy'ego i Ryana Slatera. 14 stycznia 2012 otrzymał kolejną szansę na walkę o CZW World Junior Heavyweight Championship, lecz tym razem uległ broniącemu mistrzostwa Samiemu Callihanowi. W 2012, Swann spędzał więcej czasu w Japonii, wskutek czego jego pobyt w Blackout trwał krótko, zaś Alex Colon i Chrissy Rivera opuścili owo ugrupowanie i utworzyli własne – 4Loco. Swann powrócił do CZW 11 sierpnia i przegrał z żółtodziobem Shane’em Stricklandem. Dwójka odbyła rewanż 8 września, gdzie Strickland ponownie wyszedł zwycięsko. Po walce Swann zaoferował uściśnięcie dłoni, jednakże po chwili wykonał mu spin kick. 10 listopada nie zdołał zdobyć CZW World Heavyweight Championship od Masady oraz CZW Wired TV Championship od AR Foxa w four-way matchu. Swann odniósł pierwsze zwycięstwo nad Stricklandem na gali Cage of Death XIV z 8 grudnia. Swann zawalczył po raz ostatni dla CZW o pas CZW Wired TV Championship na gali z okazji czternastu lat istnienia promocji w dniu 9 lutego 2013, jednakże ponownie został pokonany przez AR Foxa.

### Dragon Gate USA i Evolve (2010–2015)
24 lipca 2010, Swann zadebiutował w federacji Dragon Gate USA i pokonał Scotta Reeda podczas nagrań gali pay-per-vier Enter the Dragon 2010. 11 września zadebiutował w promocji współpracującej z DGUSA, Evolve. Wziął udział w six-way matchu, który wygrał Johnny Gargano. Swann powrócił do Dragon Gate USA we wrześniu, zaś w październiku na pierwszej internetowej gali pay-per-view federacji, Bushido: Code of the Warrior, został pokonany w singles matchu przez Homicide'a. Po walce na ring wkroczył Austin Aries, który zaoferował mu bycie jego mentorem, jednakże z powodu jego przegranej na gali z Masato Yoshino, Swann odrzucił ofertę. Tej samej nocy, Swann, Chuck Taylor i Johnny Gargano zaatakowali Cimę i Ricocheta, po czym ogłosili, że nie dołączą do żadnej z istniejących grup, a utworzą nową pod nazwą „Ronin”. Antagoniści z grupy Ronin pokonali Ariesa, Genkiego Horiguchiego i Ricocheta w six-man tag team matchu na gali Freedom Fight 2010. 28 stycznia 2011 na gali United: NYC, Swann został pokonany przez Ariesa. W międzyczasie Ronin zaczęło rywalizację z Blood Warriors, którzy również odgrywali rolę heelów, wskutek czego Swann i reszta grupa stała się face'ami. 1 marca wraz z grupą Ronin rozpoczął występy dla federacji Dragon Gate w Japonii, gdzie walczyli głównie z przedstawicielami Blood Warriors. 3 czerwca na gali Fearless 2011, Swann został pokonany przez lidera Blood Warriors Cimę po interwencji ze strony Ariesa. Dwa dni później na gali Enter the Dragon 2011, Swann i Gargano połączyli siły z Masato Yoshino i pokonali Austina Ariesa, Brodiego Lee i Cimę z Blood Warriors w six-man tag team matchu.
8 czerwca 2011, Swann (bez Chucka Taylora i Johnny’ego Gargano) wystąpił po raz drugi dla Dragon Gate. Sprzymierzył się z rywalem Blood Warriors, grupą Junction Free. 24 lipca zawalczył o tytuł Blood Warriors Authorized Open the Brave Gate Championship z Naoki Tanizakim, lecz przegrał walkę. 6 sierpnia, Swann i członek Junction Three Gamma wzięli udział w turnieju 2011 Summer Adventure Tag League, lecz zostali wyeliminowani w pierwszej rundzie przez Naruki Doi i Yasushiego Kandę z Blood Warriors. Swann występował również w komediowym gimmicku pod pseudonimami „Rich Ichikawa” oraz „Swann Hansen”. 5 listopada pokonał Stalkera Ichiwake i zdobył od niego Open the Owarai Gate Championship, komediowy tytuł federacji. W listopadzie powrócił na gale Dragon Gate USA, gdzie na gali Freedom Fight 2011 odniósł zwycięstwo i przypiął członka Blood Warriors Akirę Tozawę w tag team matchu.
Sześć dni później, Swann powrócił do Dragon Gate w Japonii. Na ostatniej gali w roku z 25 grudnia, Swann, Dragon Kid i Gamma (obaj z grupy Junction Three) nie zdołali pokonać Kzy'ego, Narukiego Doi i Naokiego Tanizakiego o Open the Triangle Gate Championship. Po walce, Tanizaki zaatakował Swanna i ukradł jego pas Open the Owari Gate Championship, który później z tego powodu zawieszono. Swann powrócił do Dragon Gate w lutym 2012, gdzie wziął udział w 14-osobowej walce pomiędzy Blood Warriors i Junction Three, zaś przegrana drużyna miała być rozwiązana; Swann przegrał walkę, zaś Junction Three zostało rozwiązane. W przyszłym miesiącu, Swann sprzymierzył się z grupą World-1 International by zwalczyć ugrupowanie Mad Blankey, którymi dowodził Akira Tozawa. Podczas gali pay-per-view Open the Ultimate Gate 2012, Chuck Taylor odwrócił się od Johnny’ego Gargano, tym samym ostatecznie rozwiązując frakcję Ronin.
31 marca na Mercury Rising 2012, Swann wziął udział w sześcioosobowym „Chuck Taylor Invitationl” matchu, który wygrał El Generico. Później podczas gali uratował Gargano przed atakiem ze strony Taylora. W kwietniu pojawił się na galach Dragon Gate, gdzie ponownie występował jako „Swann Hansen”. 29 lipca, Swann i Ricochet zostali pokonani przez AR Foxa i Cimę w walce o zwakowane Open the United Gate Championship. W lutym 2013 powrócił ponownie do Dragon Gate w Japonii, gdzie 3 marca wraz z Narukim Doi i Shachihoko Boyem pokonali Jimmyz (Genkiego Horiguchiego H.A.Gee.Mee!!, Mr. Kyu Kyu Naoki Tanizaki Toyonaka Dolphina oraz Ryo „Jimmy” Saito), zdobywając wspólnie tytuły Open the Triangle Gate Championship. 10 maja wziął udział w swoim pierwszym turnieju King of Gate, lecz został wyeliminowany w pierwszej rundzie przez Genkiego Horiguchiego H.A.Gee.Mee!!. 5 czerwca, Swann, Doi i Shachihoko stracili Open the Triangle Gate Championship na rzecz M2K (Jimmy’ego Susumu, K-Nessa i Masaakiego Mochizukiego). Na gali Enter the Dragon 2013 z 28 lipca, Swann i Ricochet nie zdołali zdobyć Open the United Gate Championship od The Young Bucks (Matta i Nicka Jacksona). 22 września na gali Evolve 24, Swann przegrał z byłym współtowarzyszem z grupy Ronin Johnnym Gargano o Open the Freedom Gate Championship. Ich rywalizacja została zakończona „Evolution's End” matchem w dniu 10 sierpnia 2014, gdzie Swann wyszedł zwycięsko.
13 września, Swann otrzymał pierwszą szansę na pas Evolve Championship, lecz został pokonany przez broniącego mistrzostwa Drew Gallowaya. 10 stycznia 2015, Swann, Chuck Taylor i Johnny Gargano zreformowali grupę Ronin i pokonali Bravado Brothers (Harlema i Lancelota) oraz Moose'a, gdzie przegrana drużyna musiała być rozwiązana. 18 kwietnia, Swann i Gargano pokonali Anthony’ego Nese'a i Caleba Konleya, zdobywając Open the United Gate Championship. 30 maja obronili tytuły w walce z Drew Gulakiem i Traceyem Williamsem. Po walce ogłosili, że dezaktywują tytuły Open the United Gate Championship tłumacząc, że Dragon Gate to przeszłość, po czym wymusili utworzenie tytułów Evolve Tag Team Championship. 15 sierpnia, Swann odwrócił się od Gargano, przez co ten przegrał z Ethanem Pagem. Swann pokonał Gargano dzień później po interwencji ze strony Page’a.

### Inne promocje (2009–2015)
6 listopada 2009, Swann zadebiutował w federacji Maryland Championship Wrestling (MCW), gdzie przegrał z Adamem Carelle (znanym później jako Adam Cole) o MCW Rage Television Championship.
16 stycznia 2010 wygrał swój pierwszy tytuł w karierze, gdzie pokonał Lince Dorado stając się inauguracyjnym Real Championship Wrestling (RCW) Cruiserweight Championem. Po udanej obronie przeciwko Skullowi, Swann stracił tytuł na rzecz Steve’a Diaza w three-way ladder matchu w dniu 5 czerwca.
24 kwietnia zadebiutował w promocji Chikara, w której wziął udział i przegrał otwierającą rundę turnieju Rey de Voladores; pojedynek wygrał Ophidian. Swann powrócił do Chikary 19 lutego 2011, lecz nie zdobył Chikara Young Lions Cup od Frighmare'a. We wrześniu 2014 powrócił by wziąć ponownie udział w turnieju Rey de Voladores, jednakże ponownie przegrał w four-way matchu, który wygrał Shynron.

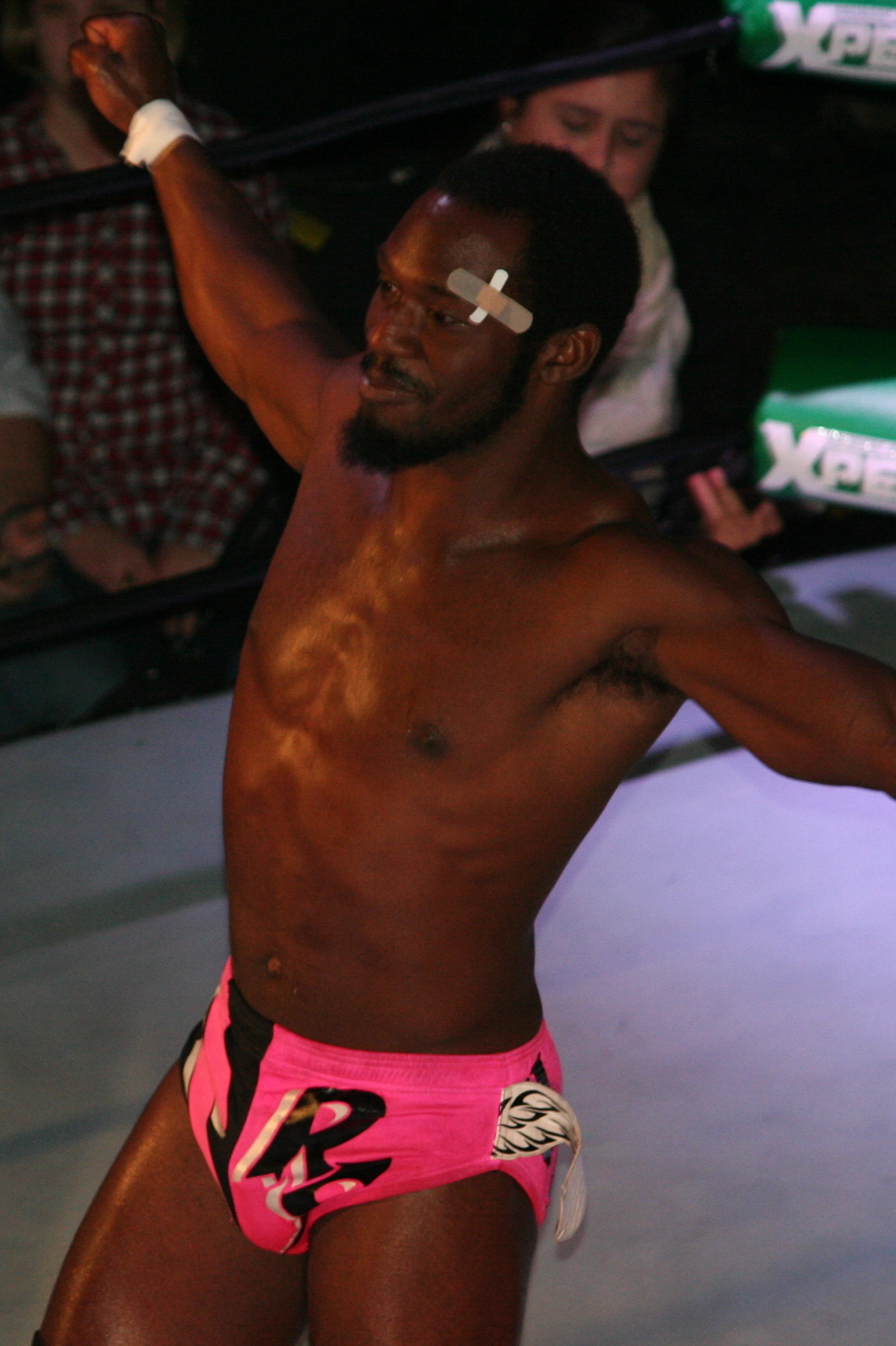
Swann w styczniu 2014

3 grudnia 2010 zadebiutował w Full Impact Pro (FIP), gdzie wziął udział w turnieju 2010 Jeff Peterson Memorial Cup i pokonał Grizzly'ego Redwooda w pierwszej rundzie. Następnego dnia pokonał Jigsawa i przeszedł do finału, jednakże tam pokonał go Sami Callihan. Swann powrócił do promocji trzy lata później w październiku i przegrał z Trentem Barretą o FIP World Heavyweight Championship. 6 grudnia zawalczył z Roderickiem Strongiem, lecz ich walka została przerwana, gdy dwójkę zaatakowali posiadacze FIP Tag Team Championship The Bravado Brothers (Harlem i Lancelot). Rezultatem tego była walka mistrzów ze Swannem i Strongiem, gdzie byli rywale stali się nowymi posiadaczami FIP Tag Team Championship. Następnego dnia na gali Violence is the Answer obronili tytuły w walce z Andrew Everettem i Calebem Konleyem. Stracili tytuły na rzecz Juicy Product (Davida Starra i JT Dunna) w dniu 2 maja 2014. 14 listopada pokonał Trenta Barretę i zdobył po raz pierwszy w karierze FIP World Heavyweight Championship. W lutym odebrano mu tytuł z powodu kontuzji. 18 kwietnia odzyskał tytuł od Rodericka Stronga, zaś 3 lipca stracił na rzecz Caleba Konleya.

### Pro Wrestling Guerilla (2012–2015)
27 października 2012, Swann zadebiutował dla Pro Wrestling Guerrilla (PWG) i przegrał w debiutanckiej walce z Roderickiem Strongiem. 12 stycznia 2013, Swann połączył siły z Ricochetem na rzecz turnieju 2013 Dynamite Duumvirate Tag Team Title Tournament jako „The Inner City Machine Guns”, jednakże zostali wyeliminowani w pierwszej rundzie przez The Young Bucks (Matta i Nicka Jacksona). The Inner City Machine Guns powróciło 22 marca na rzecz All Star Weekend 9, gdzie pokonali AR Foxa i Samuraya del Sol. Dobę później przyłączył się do nich AR Fox, jednakże we trójkę przegrali z Brianem Cage’em, Kevinem Steenem i Michaelem Elginem w six-man tag team matchu. 9 sierpnia, The Inner City Machine Guns przegrało z The Young Bucks o PWG World Tag Team Championship w three-way ladder matchu, w którym brali również udział DojoBros (Eddie Edwards i Roderick Strong). Swann powrócił do PWG 30 sierpnia na rzecz turnieju 2013 Battle of Los Angeles, lecz został wyeliminowany w pierwszej rundzie przez Elgina. 31 stycznia 2014, Swann i Ricochet dotarli do finału turnieju 2014 Dynamite Duumvirate Tag Team Title, lecz przegrali z Best Friends (Chuckiem Taylorem i Trent?). W przyszłorocznym turnieju odpadli w półfinale będąc pokonanym przez ostatecznych zwycięzców, Andrew Everetta i Trevora Lee. Swann po raz trzeci wziął udział w turnieju 2015 Battle of Los Angeles z 29 sierpnia 2015, gdzie w pierwszej rundzie pokonał go Marty Scurll. Dzień później wraz z Ricochetem, Angélico i Fénixem przegrali w ośmioosobowym tag team matchu, co było ostatnim występem w PWG przed podpisaniem kontraktu z WWE.

### WWE

#### NXT (2015–2016)
Po występie dla Evolve w 2014, raper Wale zasugerował, że Swann i Uhaa Nation muszą przejść do WWE, przy czym określił ich „przyszłością tego biznesu”. Przykuło to uwagę gwiazdy WWE Marka Henry’ego, dzięki któremu Swann mógł pokazać się na tryoutach we wrześniu 2014. Rok później podpisał kontrakt rozwojowy z promocją i został przypisany do rozwojowego brandu NXT. 28 października, WWE oficjalnie ogłosiło podpisanie kontraktu z wrestlerem. Swann po raz pierwszy ukazał się na odcinku tygodniówki NXT z 20 stycznia 2016, gdzie przegrał z Baronem Corbinem. 23 marca na odcinku NXT przegrał z NXT Championem Finnem Bálorem. 13 października wraz z No Way Josem wziął udział w turnieju 2016 Dusty Rhodes Tag Team Classic, gdzie pokonali Drew Gulaka i Tony’ego Nese'a w pierwszej rundzie, jednakże w kolejnym szczeblu turnieju zostali pokonani przez The Authors of Pain (Akama i Rezara).

#### Dywizja cruiserweight (od 2016)
13 czerwca 2016, Swann został ogłoszony jednym z 32 uczestników turnieju Cruiserweight Classic. W pierwszej rundzie z 23 czerwca pokonał Jasona Lee, zaś 14 lipca pokonał Lince Dorado. W ćwierćfinale nagranym 26 sierpnia został wyeliminowany przez zwycięzcę turnieju, T.J. Perkinsa.
22 sierpnia na odcinku tygodniówki Raw został ogłoszony jednym z nadchodzących członków dywizji cruiserweight. Swann zadebiutował na Raw 19 września, gdzie przegrał w four-way matchu z Brianem Kendrickiem, zaś w walce brali również udział Cedric Alexander i Gran Metalik. 21 listopada pokonał Noama Dara i T.J. Perkinsa stając się pretendentem do tytułu WWE Cruiserweight Championship. 29 listopada pokonał panującego mistrza Briana Kendricka na premierowym odcinku tygodniówki 205 Live i zdobył tytuł po raz pierwszy w karierze. Na przyszłotygodniowym epizodzie obronił tytuł w rewanżu z byłym mistrzem. Na gali Roadblock: End of the Line obronił tytuł w triple threat matchu, pokonując Kendricka i Perkinsa. Po walce zaatakował go powracający Neville, z którym rozpoczął rywalizację. Na gali Royal Rumble stracił tytuł na rzecz Neville’a.

## Styl walki
- Finishery
  - Jako Rich Swann

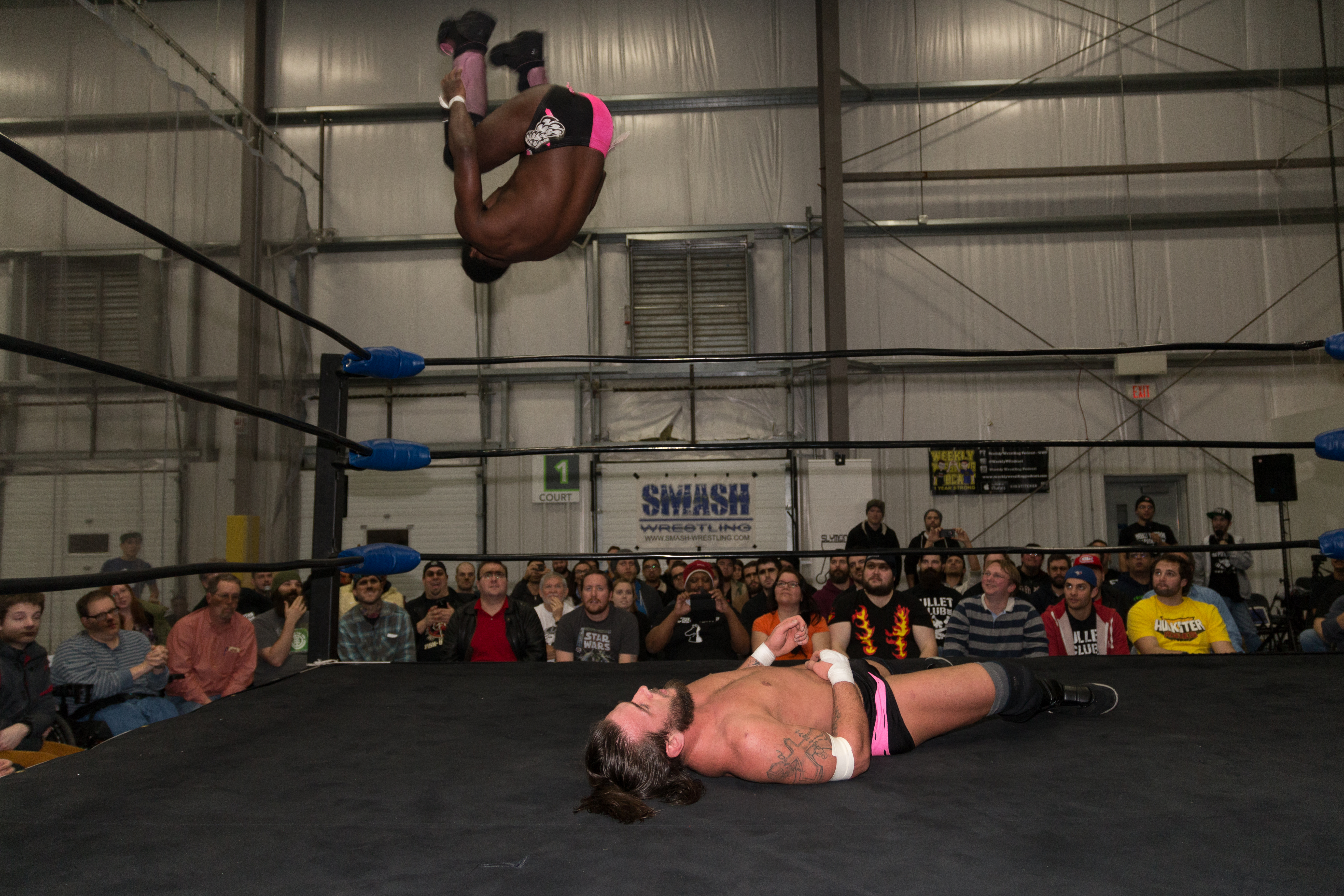
Swann wykonujący 450° splash na JT Dunnie

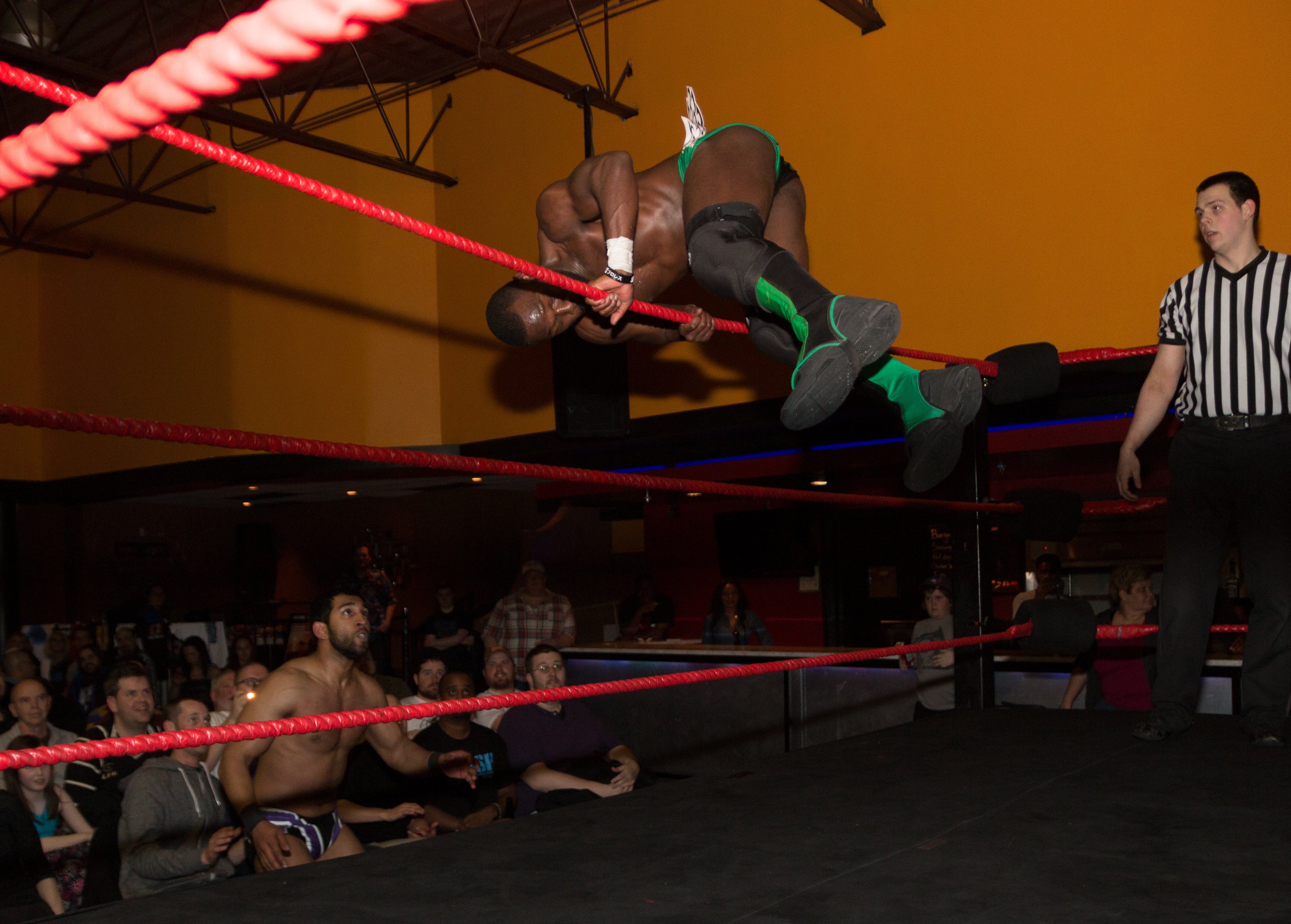
Swann skaczący nad górną liną na Alexa Vegę

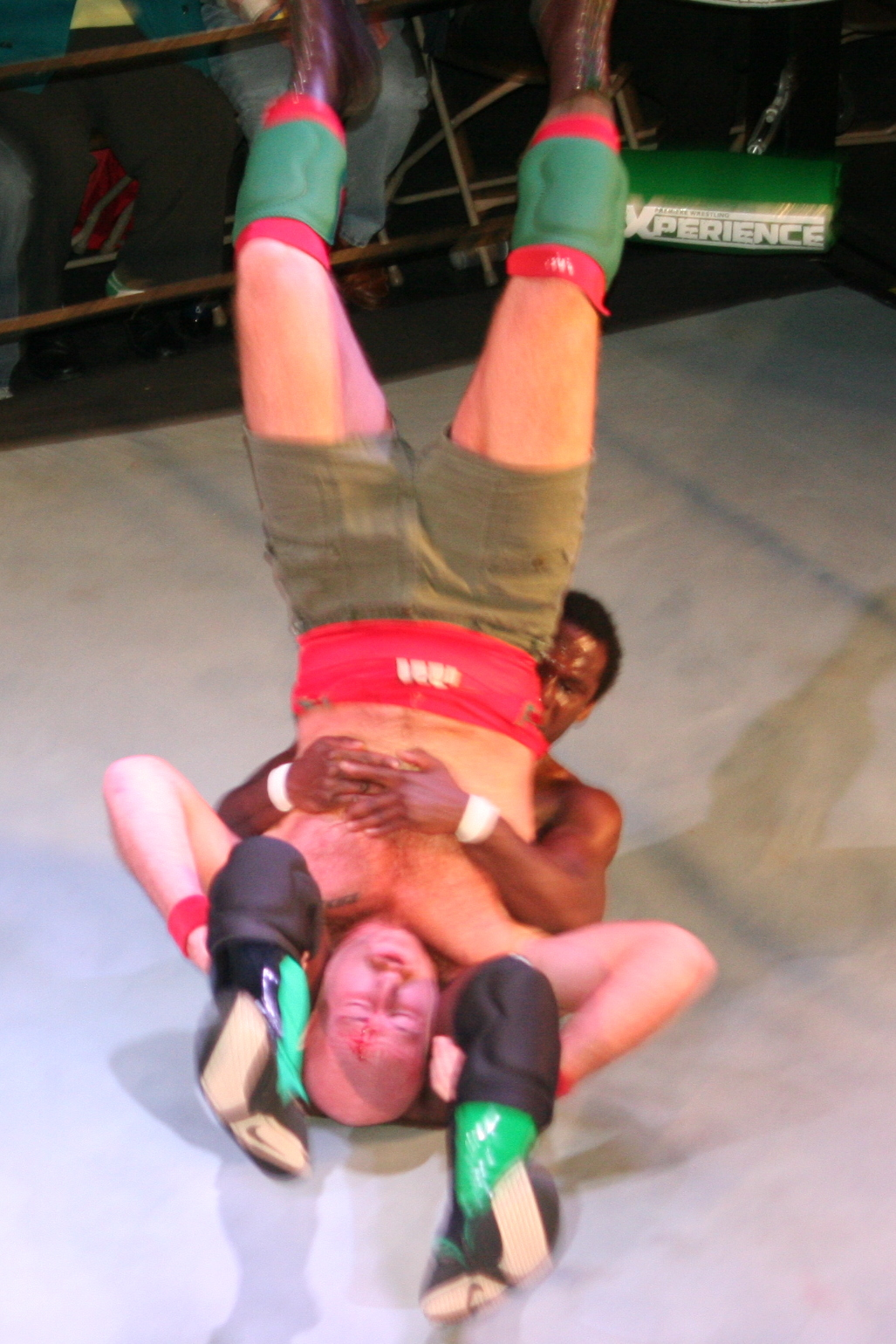
Swann wykonujący piledriver na Jake'u Manningu

    - Chicken Fried Driver (Spinning vertical suplex piledriver)[5][9] – federacje niezależne
    - Fantastic Voyage (Cradle sitout suplex slam)[120] – WWE
    - Five Star Swann Splash[8][9] (Frog splash)[85]
    - The Rich Kick[6] / Standing 450° splash
    - Spin kick[121][122][123] – WWE

  - Jako Swann Hansen
    - Western Lariat (Lariat)[4][59] – sparodiowane z repertuaru Stana Hansena
- Inne ruchy
  - Backflip Nika Kick (Corner backflip kick)[5]
  - Handspring cutter[57][124][125][126]
  - Leap from Swann Pond (Rolling thunder przeistaczany w standing frog splash)[2][5][127]
  - Standing Shooting-Swann Press (Standing shooting star press)[5]
  - Standing top rope hurricanrana[57][128][129][130]
  - Swannaca-rana (Hurricanrana)[5]
  - Tornado Spin Kick[9] (540 kick)[8]
- Przydomki
  - „Mr. Standing 450”[5]
  - „The Outlandish”[7]
- Motywy muzyczne
  - „Fight Like This” ~ Decyfer Down[6] (CZW)
  - „I'm on a Boat” ~ The Lonely Island[5] (CZW)
  - „Ronin Baby!” ~ Rich Swann[131] (DG / DGUSA)
  - „Junction, Baby!” ~ Rich Swann[2] (DG / DGUSA)
  - „World-1 Baby!” ~ Rich Swann[132] (DG / DGUSA)
  - „All Night Long (All Night)” ~ Lionel Richie[133] (DG / DGUSA / PWG)
  - „Around the World” ~ CFO$[134] (NXT/WWE; od 20 stycznia 2016)

## Mistrzostwa i osiągnięcia
- Dragon Gate
  - Open the Owarai Gate Championship (1 raz)[4]
  - Open the Triangle Gate Championship (1 raz) – z Naruki Doi i Shachihoko Boyem[62]
- Evolve Wrestling
  - Open the United Gate Championship (1 raz) – z Johnnym Gargano[71]
- Full Impact Pro
  - FIP Tag Team Championship (1 raz) – z Roderickiem Strongiem[84]
  - FIP World Heavyweight Championship (2 razy)[87][89]
  - Florida Rumble (2014) – z Calebem Konleyem[135]
- NWA Florida Underground Wrestling/NWA Signature Pro
  - FUW Flash Championship (1 raz)
- Pro Wrestling Illustrated
  - PWI umieściło go na 119. miejscu w top 500 wrestlerów rankingu PWI 500 w 2015[136]
- Real Championship Wrestling
  - RCW Cruiserweight Championship (1 raz)[76]
- Revolution Pro Wrestling
  - Undisputed British Tag Team Championship (1 raz) – z Ricochetem
- SoCal Uncensored
  - Walka roku (2013) z Ricochetem vs. DojoBros (Eddie Edwards i Roderick Strong) oraz The Young Bucks (Matt Jackson i Nick Jackson)[137]
- WWE
  - WWE Cruiserweight Championship (1 raz)[138]